# Villaverde de Rioja
Villaverde de Rioja – gmina w Hiszpanii, w prowincji La Rioja, w La Rioja, o powierzchni 5,8 km². W 2011 roku gmina liczyła 70 mieszkańców.